# Marian Januszajtis-Żegota

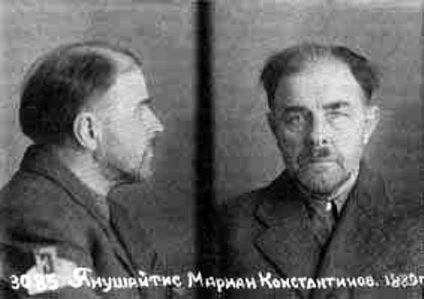
Marian Januszajtis po aresztowaniu przez NKWD 1939

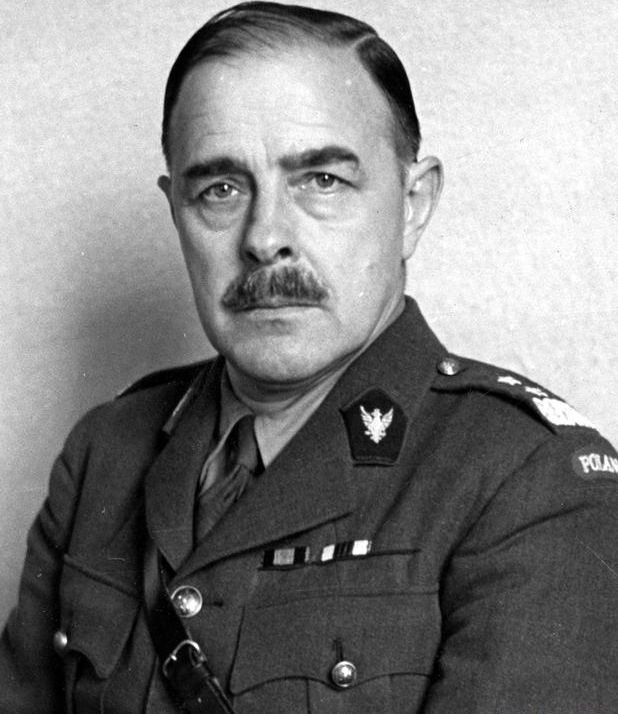
Marian Januszajtis w mundurze generała Polskich Sił Zbrojnych

Marian Józef Żegota-Januszajtis (ur. 3 kwietnia 1889 w Mirowie k. Częstochowy, zm. 24 marca 1973 w Royal Tunbridge Wells) – generał dywizji Wojska Polskiego, inżynier rolnik, komendant „Armii Polskiej” i Polskich Drużyn Strzeleckich (1912–1914), ostatni dowódca I Brygady Legionów Polskich (1916–1917), kawaler Orderu Virtuti Militari.

## Życiorys

### Młodość
Urodził się w rodzinie Konstantego, nauczyciela, i Marii ze Staszewskich . Miał ośmioro rodzeństwa, m.in. Wiesława Franciszka (1893–1942), oficera Legionów Polskich, majora piechoty Wojska Polskiego, kawalera Virtuti Militari, zamordowanego w KL Auschwitz  oraz Annę (1909–1970).
Od 1908 roku studiował na Wydziale Budowy Maszyn Politechniki Lwowskiej, a w latach 1909–1912 na Wydziale Rolno-Lasowym Akademii Rolniczej w Dublanach, gdzie uzyskał dyplom agronoma. Był członkiem i organizatorem polskich organizacji paramilitarnych w zaborze austriackim – m.in. tajnej organizacji narodowej „Zet”, brał udział w tworzeniu „Zarzewia”, a w latach 1912–1914 był komendantem tajnej organizacji wojskowej „Armia Polska” i jej jawnej formy Polskich Drużyn Strzeleckich we Lwowie. Od 1912 członek Wojskowej Komisji Porozumiewawczej i Skarbu Wojskowego przy Komisji Tymczasowej Skonfederowanych Stronnictw Niepodległościowych.

### I wojna światowa
Tuż przed wybuchem I wojny światowej podporządkował Drużyny Strzeleckie Józefowi Piłsudskiemu i znalazł się w Legionach Polskich. Od sierpnia 1914 roku dowodził batalionem, a potem 2 pułkiem piechoty w II Brygadzie Legionów Polskich w Karpatach, na Bukowinie, w Galicji i na Wołyniu. Dzięki talentowi dowódczemu i odwadze szybko awansował: wrzesień 1914 – kapitan, w listopadzie 1914 – major, marzec 1915 – podpułkownik, w listopadzie 1915 – pułkownik.
Był najmłodszym pułkownikiem legionowym – został nim w wieku 26 lat. W lipcu 1916 roku, po odejściu Józefa Piłsudskiego, objął dowództwo I Brygady, sprawował je do kwietnia 1917 r. W latach 1917–1918 był szefem sztabu Inspektoratu Wyszkolenia Polskiej Siły Zbrojnej oraz wicedyrektorem Komisji Wojskowej. Chcąc ratować od rozpadu choćby część wojska, opowiedział się za złożeniem przysięgi na wierność Niemcom i Austro-Węgrom. Faktycznie kierując Komisją Wojskową stworzył zawiązki przyszłego Sztabu Generalnego Wojska Polskiego i Ministerstwa Spraw Wojskowych.
W czasach legionowych Januszajtis blisko się przyjaźnił z Michałem Żymierskim i mecenasem sztuki prof. Jerzym Mycielskim. Żona regenta Zdzisława Lubomirskiego Maria z Branickich bardzo pozytywnie opisała wrażenie, które odniosła przy pierwszym spotkaniu z Januszajtisem z okazji uroczystego obiadu wydanego na cześć legionistów w Warszawie 8 maja 1917 roku (na którym obecni byli m.in. Żymierski, Sikorski, Berbecki i Nieniewski).

### Dwudziestolecie międzywojenne
Od 1 listopada 1918 r. w Wojsku Polskim. Dowódca Okręgu Generalnego „Białystok” w Łapach i dowódca Grupy „Łapy”. Ułatwił tam ewakuację wojsk niemieckich do Prus Wschodnich. Organizator zamachu stanu na rząd Jędrzeja Moraczewskiego przeprowadzonego w nocy z 4 na 5 stycznia 1919 roku, firmowanego przez Eustachego Sapiehę. Mimo początkowego powodzenia zamach po 8 godzinach wygasł, a płk Januszajtis został zawieszony w czynnościach. Po zamachu przeniesiony do rezerwy. 1 lutego 1920 r. powołany do czynnej służby i mianowany dowódcą Obozu Warownego „Chełmno”. Od 19 marca 1920 r. do sierpnia 1924 r. dowódca 12. Dywizji Piechoty w Tarnopolu. Dywizją dowodził podczas wojny polsko-bolszewickiej, wyróżniając się w bitwach pod Mikulińcami, Przemyślanami i Lwowem.

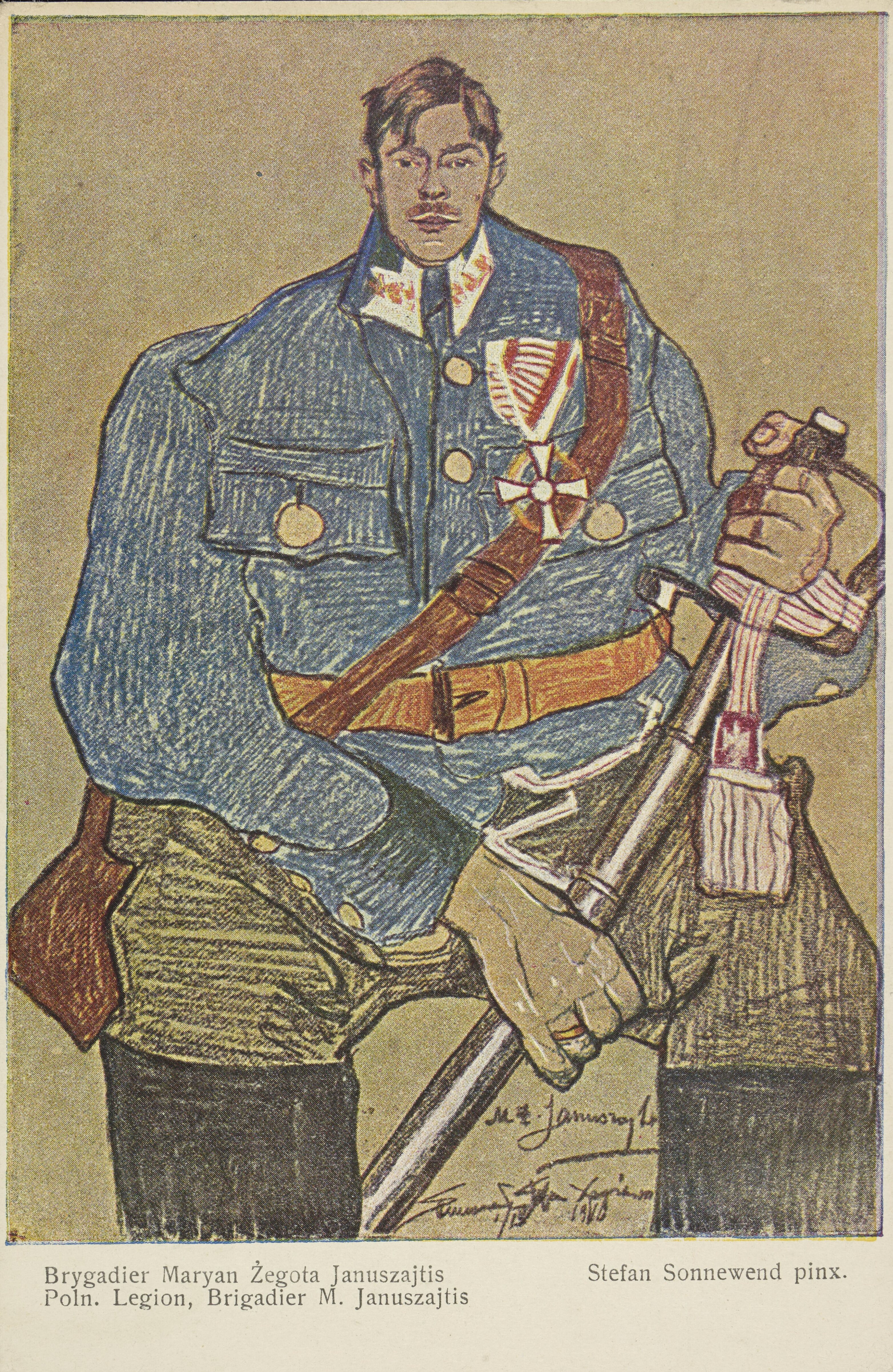
Marian Żegota-Januszajtis, pocztówka

22 maja 1920 zatwierdzony został z dniem 1 kwietnia tego roku w stopniu pułkownika piechoty, w grupie oficerów byłych Legionów Polskich. 28 lutego 1921 Naczelny Wódz mianował go z dniem 1 kwietnia 1920 generałem podporucznikiem w piechocie, w grupie oficerów byłych Legionów Polskich. 3 maja 1922 zweryfikowany został w stopniu generała brygady ze starszeństwem z dniem 1 czerwca 1919 i 22. lokatą w korpusie generałów.
Po wojnie nadal dowodził 12 Dywizją, aż do sierpnia 1924 roku, kiedy to na prośbę gen. Władysława Sikorskiego objął stanowisko generała-wojewody nowogródzkiego dla zaprowadzenia porządku na tym terenie, nękanym komunistycznymi bandami przenikającymi przez granicę ze wschodu. 27 sierpnia 1924 został przeniesiony w stan nieczynny na okres 12 miesięcy bez prawa do poborów, co miało związek z mianowaniem na stanowisko wojewody nowogródzkiego. 1 grudnia 1924 został mianowany na stopień generała dywizji ze starszeństwem z dniem 15 sierpnia 1924 i 6. lokatą w korpusie generałów. Funkcję wojewody sprawował do 24 sierpnia 1926. Następnie pozostawał w dyspozycji ministra spraw wojskowych. Z dniem 30 listopada 1929 został przeniesiony w stan spoczynku.
Będąc w stanie spoczynku gospodarował na działce wojskowej w osadzie Szyły pod Krzemieńcem jako inżynier rolnik. Stworzył tam wzorową placówkę doświadczalną, uprawiając wiele roślin w Polsce nieznanych i krzyżując różne rasy bydła.
W latach trzydziestych XX w. członek w Centralnym Związku Osadników Wojskowych oraz Stronnictwa Narodowego działający na Wołyniu i w Komitecie Głównym w Warszawie. W latach 1936–1939 był członkiem Komitetu Głównego Zarządu Okręgowego Stronnictwa Narodowego we Lwowie.

### II wojna światowa
Ponownie ruszył do walki o Polskę we wrześniu 1939 r. Zgłosił się jako ochotnik – przydziału nie otrzymał – uczestnik obrony Lwowa, był organizatorem Korpusu Ochotniczego i oddziałów „benzyniarzy” do walki z czołgami niemieckimi. Po kapitulacji Lwowa przed Armią Czerwoną organizował podziemny ruch oporu związany ze Stronnictwem Narodowym. Od 22 września 1939 r. stał na czele Polskiej Organizacji Walki o Wolność, zaś od 13 października był komendantem organizacji wojskowej Stronnictwa Narodowego (po nim kierowali POWoW gen. bryg Mieczysław Boruta-Spiechowicz i płk Jerzy Dobrowolski). Aresztowany przez NKWD 27 października 1939 roku, był więziony we Lwowie i na Łubiance w Moskwie, gdzie udało mu się znaleźć drogę do ważnych rozmów, m.in. z Ławrientijem Berią i Wsiewołodem Mierkułowem, na temat ewentualnej przyszłej polsko-sowieckiej współpracy wojskowej w wypadku wojny niemiecko-sowieckiej, której możliwość widział niezależnie od stanowiska Rządu RP na uchodźstwie. Sugerował dygnitarzom NKWD złagodzenie polityki wobec Polaków i przestrzegał przed zagrożeniem niemieckim. Ławrientij Beria zorganizował w czerwcu 1940 wykład generała dla 150 wyższych oficerów sowieckich o możliwości wybuchu wojny niemiecko-radzieckiej.
Januszajtis został zwolniony z więzienia po wybuchu wojny z Niemcami, na mocy układu Sikorski-Majski (31 lipca 1941 roku). Za zezwoleniem władz sowieckich zwiedził wiele fabryk, sowchozów i kołchozów, aby zorientować się o istotnym położeniu ZSRR. Rozmawiał z Ilją Erenburgiem, Aleksiejem Tołstojem, wdową po Maksimie Gorkim i innymi osobistościami.
Na wezwanie Władysława Sikorskiego odleciał do Londynu, gdzie od września tego roku został przywrócony do służby (do 1942 r. pozostawał w dyspozycji Naczelnego Wodza). W Londynie przekazał swoje spostrzeżenia na temat potencjału wojennego ZSRR. Krytycznie oceniał układ polsko-sowiecki, ze względu na brak w nim potwierdzenia polskiej granicy wschodniej. To doprowadziło do konfliktu z gen. Sikorskim. Zamiast odegrania czołowej roli, otrzymał podrzędne stanowiska. W latach 1943–1944 był Inspektorem do Spraw Zarządu Wojskowego Ziem Okupowanych na Zachodzie, przewidzianym na dowódcę wojsk okupujących terytoria, które miały być przyznane Polsce na Zachodzie. Jednocześnie do 1945 roku był szefem Biura Ziem Zachodnich i Północnych w Sztabie Głównym w Londynie oraz Przewodniczącym Wojskowego Trybunału Orzekającego do 1947 r.

### Okres powojenny
Po wojnie pozostał na emigracji w Wielkiej Brytanii. Założył dużą farmę pieczarkarską koło Crawley, którą prowadził do 1956 r. W latach 1947–1955 był członkiem III i IV Rady Narodowej Rzeczypospolitej Polskiej. Był doradcą prezydenta na uchodźstwie, jednym z założycieli Koła Generałów i Pułkowników, przewodniczącym Instytutu Spraw Zamorskich i Rady Związków Rolników Polskich oraz innych organizacji. W latach 1956–1959 mieszkał w Outwood (hrabstwo Surrey), a w latach 1959–1968 w Londynie. Ostatnie pięć lat spędził w domu syna w Royal Tunbridge Wells w hrabstwie Kent. Pisał pamiętniki, badał najnowsze dzieje Polski, hodował kwiaty i uprawiał warzywa. Zmarł 24 marca 1973 r. w Tunbridge Wells, pochowany na cmentarzu w Crawley obok żony. W listopadzie 1981 roku jego prochy sprowadzono do Polski – spoczęły na Nowym Cmentarzu w Zakopanem w Kwaterze Legionistów.

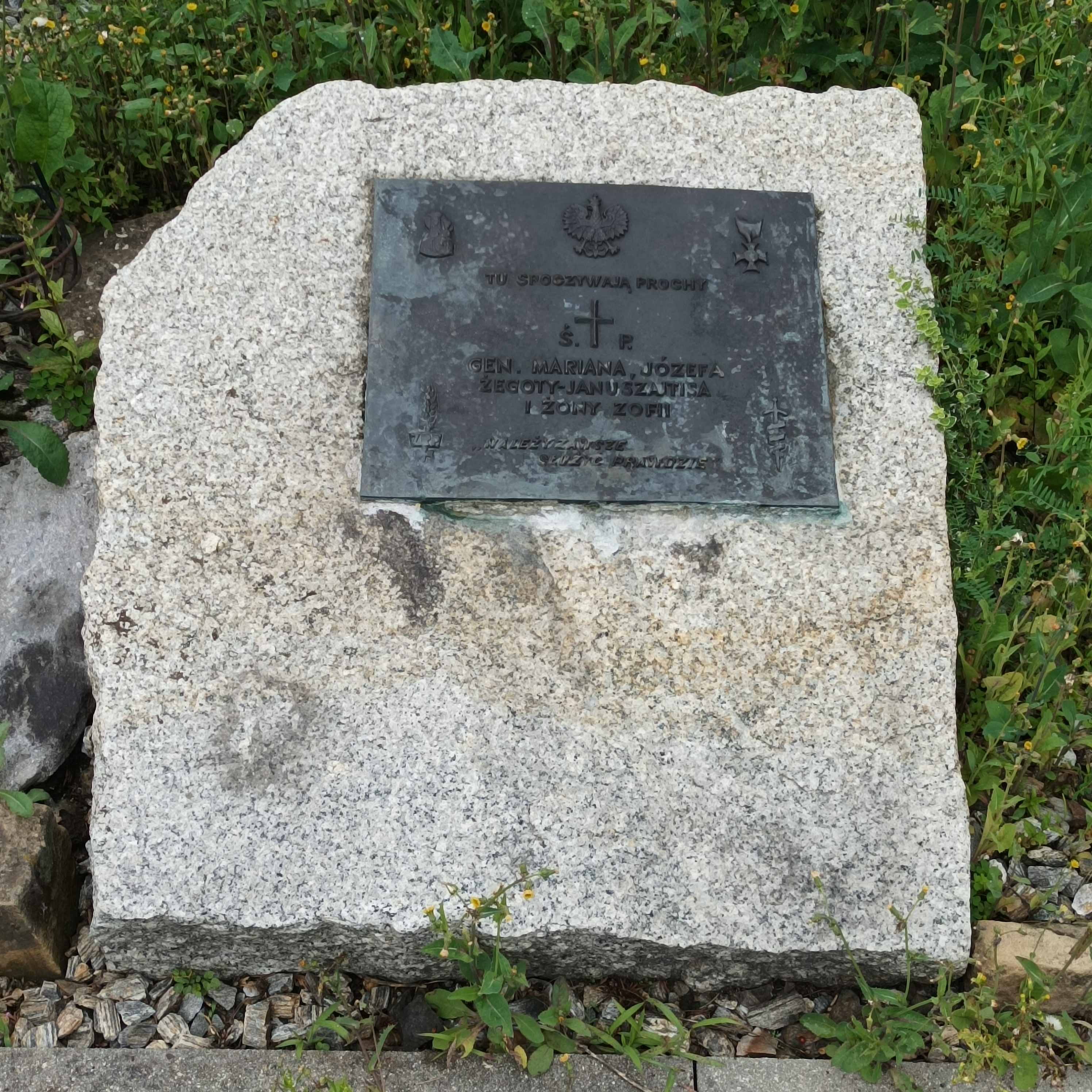
Grób gen. Mariana Januszajtisa na Nowym Cmentarzu w Zakopanem

Miał dwóch synów, zamieszkałych w Anglii: Jerzego – właściciela firmy inżynierskiej i Marka – fotografa artystycznego.

## Spuścizna literacka
- Zamach 5 stycznia 1919.
- Rozmowy z Berią.
- Życie moje tak burzliwe. Wspomnienia i dokumenty, Bis-Press, Warszawa 1993. OCLC 37361344.

## Awanse
- kapitan – wrzesień 1914
- major – listopad 1914
- podpułkownik – marzec 1915
- pułkownik – listopad 1915
- generał podporucznik – 28 lutego 1921 z dniem 1 kwietnia 1920
- generał dywizji – 1 grudnia 1924 ze starszeństwem z 15 sierpnia 1924

## Ordery i odznaczenia
- Krzyż Srebrny Orderu Wojskowego Virtuti Militari nr 145[15] (26 marca 1921)[16]
- Krzyż Komandorski Orderu Odrodzenia Polski (2 maja 1923)[17][18]
- Krzyż Niepodległości
- Krzyż Walecznych (czterokrotnie)
- Złoty Krzyż Zasługi[15]
- Znak oficerski „Parasol”
- Odznaka Pamiątkowa „Pierwszej Kadrowej”[19]
- Order Korony Żelaznej III klasy z dekoracją wojenną (Austro-Węgry, 1916)[20]
- Order Legii Honorowej IV klasy (Francja, 1922)[21]